# Dohani
Dohani (nepalski: दोहनी) – gaun wikas samiti w zachodniej części Nepalu w strefie Lumbini w dystrykcie Kapilvastu. Według nepalskiego spisu powszechnego z 2001 roku liczył on 833 gospodarstw domowych i 5812 mieszkańców (2818 kobiet i 2994 mężczyzn).